# Kjærgård Mølle
Kjærgård Mølle er en vandmølle ved Bredkær Bæk beliggende kort før dens udløb i brakvandssøen Kilen, ca. 6 km vest for Struer og 15 km sydøst for Lemvig i Vestjylland. Møllen var oprindelig en af i alt syv vandmøller, der hørte til nonneklosteret Stubber Kloster ved Stubbergaard Sø. Det var en stor mølle med overfaldshjul, og den blev benyttet af bønder helt op til Thyholm. Den blev senere ejet af bønder, og der blev installeret maskiner til grynfabrikation. I slutningen af 1800-tallet var der købmandshandel, smedie og bageri ved møllen. Stuehuset er fra 1871, men møllebygningen brændte i 1913 , og i 1917 blev der lavet en turbine, som leverede strøm til elværket i Fousing frem til 2. verdenskrig, og turbinehuset er stadig bevaret. I dag har Naturskolen Kjærgaard Mølle hjemsted på stedet. 
Kjærgård Mølle ligger i det 584 hektar store fredede område omkring Kilen.

## Eksterne kilder og henvisninger
- Skovognatur.dk
- Fugleognatur.dk

|  | Denne artikel om en bygning eller et bygningsværk kan blive bedre, hvis der indsættes et (bedre) billede. Du kan hjælpe ved at afsøge Wikimedia Commons for et passende billede eller lægge et op på Wikimedia Commons med en af de tilladte licenser og indsætte det i artiklen. |

56°28′53″N 8°30′59″Ø / 56.48135°N 8.51641°Ø